# Play (telekommunikation)
 For alternative betydninger, se Play. (Se også artikler, som begynder med Play)
P4 sp. z o.o. almindeligvis kendt som Play er et polsk mobiltelefoniselskab. Play blev etableret i 2007 og havde i 2017 en markedsandel på over 27 %. Siden 2020 har Play været ejet af franske Iliad. De har ca. 15 mio. simkortkunder og et omfattende 4G-netværk i Polen.